# Museu Padre Cícero
O Museu Padre Cícero conhecido também como Casa Museu Padre Cícero ou simplesmente Casarão da Rua São José é um museu brasileiro localizado na cidade de Juazeiro do Norte, no estado do Ceará.

## História

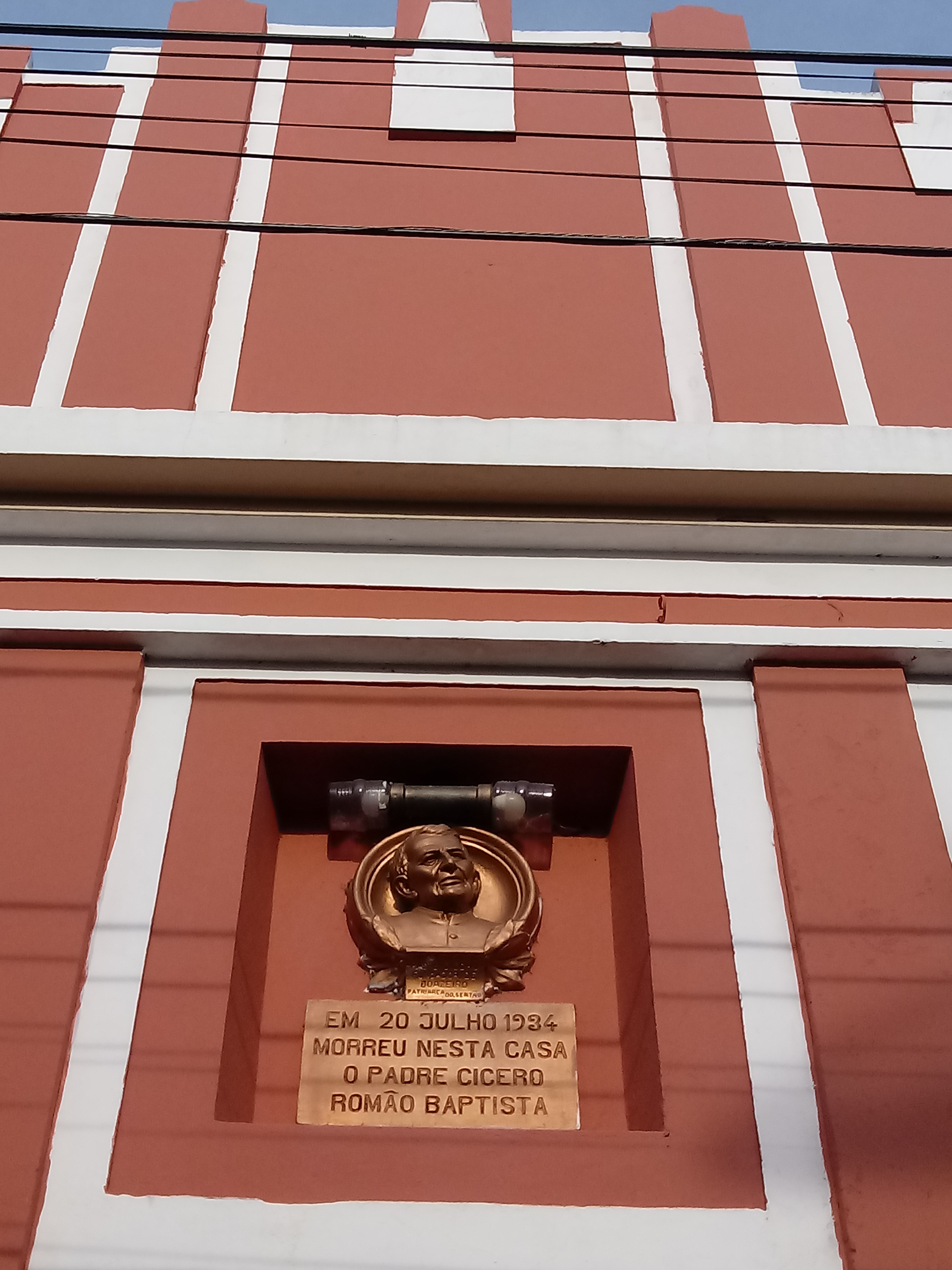
Medalhão circular do rosto de Cícero Romão Batista no detalhe da frente do prédio.

A instituição foi criada na casa onde foi a última residência do padre Cícero e também lugar onde o sacerdote veio a falecer. Foi criado como museu cujo acervos tem a biblioteca e peças de uso pessoal do Padre Cícero, louças como também móveis de cama, guarda-roupas e movelários em bom estado de conservação.
A residência é administrada pelos salesianos e em 2009 foi descoberta no quintal da velha casa uma espécie de passagem secreta.
Em 2019 a prefeitura de Juazeiro do Norte decretou o tombamento do imóvel de valor histórico, arquitetônico e cultural.